# Mataasnakahoy
Mataasnakahoy is een gemeente in de Filipijnse provincie Batangas op het eiland Luzon. Bij de laatste census in 2010 telde de gemeente ruim 27 duizend inwoners.

## Geografie

### Bestuurlijke indeling
Mataasnakahoy is onderverdeeld in de volgende 16 barangays:
| - Barangay I - Barangay II - Barangay II-A - Barangay III - Barangay IV - Bayorbor - Bubuyan - Calingatan | - Kinalaglagan - Loob - Lumang Lipa - Manggahan - Nangkaan - San Sebastian - Santol - Upa |

## Demografie
Mataasnakahoy had bij de census van 2010 een inwoneraantal van 27.177 mensen. Dit waren 1.777 mensen (7,0%) meer dan bij de vorige census van 2007. Ten opzichte van de census van 2000 was het aantal inwoners gegroeid met 6.471 mensen (31,3%). De gemiddelde jaarlijkse groei in die periode kwam daarmee uit op 2,76%, hetgeen hoger was dan het landelijk jaarlijks gemiddelde over deze periode (1,90%).
De bevolkingsdichtheid van Mataasnakahoy was ten tijde van de laatste census, met 27.177 inwoners op 22,1 km², 1229,7 mensen per km².
Agoncillo · Alitagtag · Balayan · Balete · Batangas City · Bauan · Calaca · Calatagan · Cuenca · Ibaan · Laurel · Lemery · Lian · Lipa · Lobo · Mabini · Malvar · Mataasnakahoy · Nasugbu · Padre Garcia · Rosario · San Jose · San Juan · San Luis · San Nicolas · San Pascual · Santa Teresita · Santo Tomas · Taal · Talisay · Tanauan · Taysan · Tingloy · Tuy